# 白柳
白柳（学名：Salix alba）为杨柳科柳属的植物。原產於歐洲和亚洲中西部，后来移种到世界其他地区，生长于海拔40米至3,100米的地区，多生长在沿河生长。
其种加词“alba”意为“白色的”。

## 外部連結
- 苦杏仁苷 Amygdalin （页面存档备份，存于） 中草藥化學圖像數據庫 (香港浸會大學中醫藥學院) （中文）（英文）